# Università di Innsbruck
L'Università di Innsbruck (in tedesco Universität Innsbruck, nota anche come Leopold-Franzens-Universität Innsbruck) è un'università pubblica localizzata a Innsbruck, in Austria. È la seconda università per numero di studenti dell'Austria, dopo quella di Vienna ed è inoltre l'università più grande della regione del Tirolo.

## Storia
L'università di Innsbruck fu creata nel 1669 (originariamente con quattro sole facoltà) da Leopoldo I, da quello che era un collegio dei Gesuiti.
Nel 1782 fu declassata a semplice liceo (come molte altre università dell'Impero austriaco), ma fu ripromossa università da Francesco II nel 1826, con le facoltà di Filosofia e di Legge, a cui si aggiunsero negli anni le altre.
Gli Asburgo, dopo aver gradualmente chiuso l'università di Olomouc in conseguenza della partecipazione di molti professori e studenti ai moti del 1848, trasferirono molte apparecchiature cerimoniali ad Innsbruck.
All'apertura di una facoltà di giurisprudenza in lingua italiana, il 3 novembre 1904, tutta la città insorse contro gli italiani lì presenti e distrusse l'edificio che ospitava la facoltà suddetta. 
Nel 1969 furono create le facoltà di Ingegneria e Architettura (successivamente divise) mentre nel 1976 quella di Scienze sociali ed economiche divenne autonoma dalla facoltà di Legge e Scienze politiche. mentre da quella di Filosofia si "staccarono" quella di Arte e lettere e quella di Scienze naturali. 
Nel 2002 le facoltà erano 7 (Arte e lettere, Teologia cattolica, Ingegneria e Architettura, Legge, Medicina, Scienze naturali e Scienze economiche e sociali).
Dal 2004 la facoltà di medicina si è staccata da questa università, formandone una propria, l'Università di medicina di Innsbruck (Medizinische Universität Innsbruck) e c'è stata una riorganizzazione delle altre facoltà portandone il numero a 16.

## Le facoltà
Dopo la riorganizzazione del 2004 le facoltà dell'università sono 16:
- Architettura
- Biologia
- Business e management
- Teologia cattolica
- Chimica e farmacologia
- Economia e Statistica
- Scienze dell'educazione
- Geografia e Scienze atmosferiche
- Lingue, letteratura e cultura
- Giurisprudenza
- Scienze politiche e Sociologia
- Scienze dell'insegnamento
- Filosofia e storia
- Matematica, Informatica e Fisica
- Psicologia e Scienze motorie
- Scienze dell'Ingegneria (in precedenza Ingegneria civile)